# Eichen (kommunfritt område)
Eichen är ett kommunfritt område i Landkreis Amberg-Sulzbach i Regierungsbezirk Oberpfalz i förbundslandet Bayern i Tyskland.